# Quint Pompeu Rufus el jove
Quint Pompeu Rufus (llatí: Quintus Pompeius Rufus) va ser un magistrat romà. Era fill del cònsol Quint Pompeu Rufus. Formava part de la gens Pompeia.
Es va casar amb Cornèlia (filla de Sul·la), del que va ser partidari. En esclatar la lluita entre populars i aristòcrates a Roma, Quint Pompeu Rufus va ser mort pels partidaris de Gai Mari i de Publi Sulpici Rufus al fòrum, l'any 88 aC, segons diuen Apià (Història de Roma I. 56) i Plutarc (Sulla 8).